# Akademische Kunst

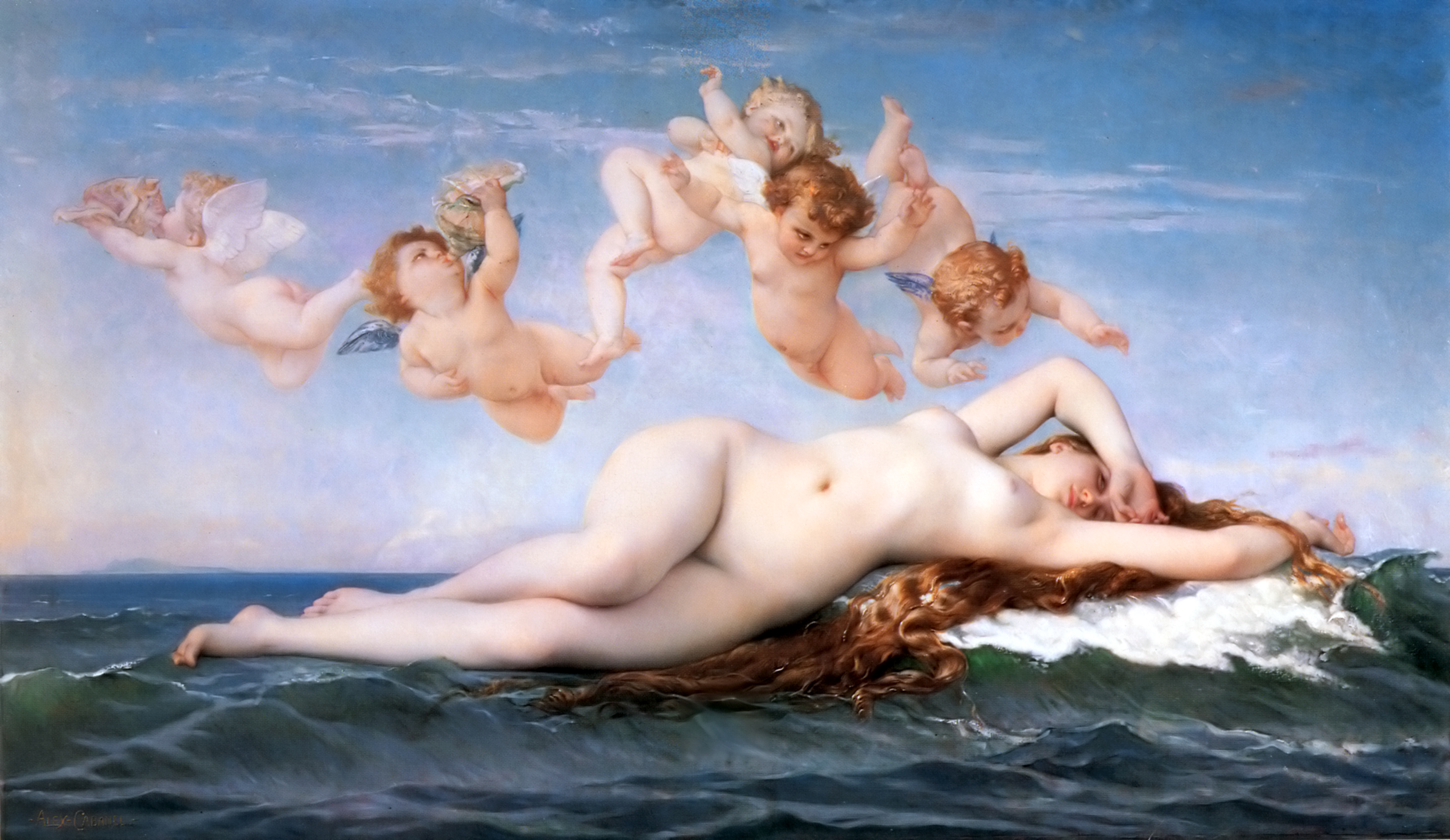
Die Geburt der Venus von Alexandre Cabanel

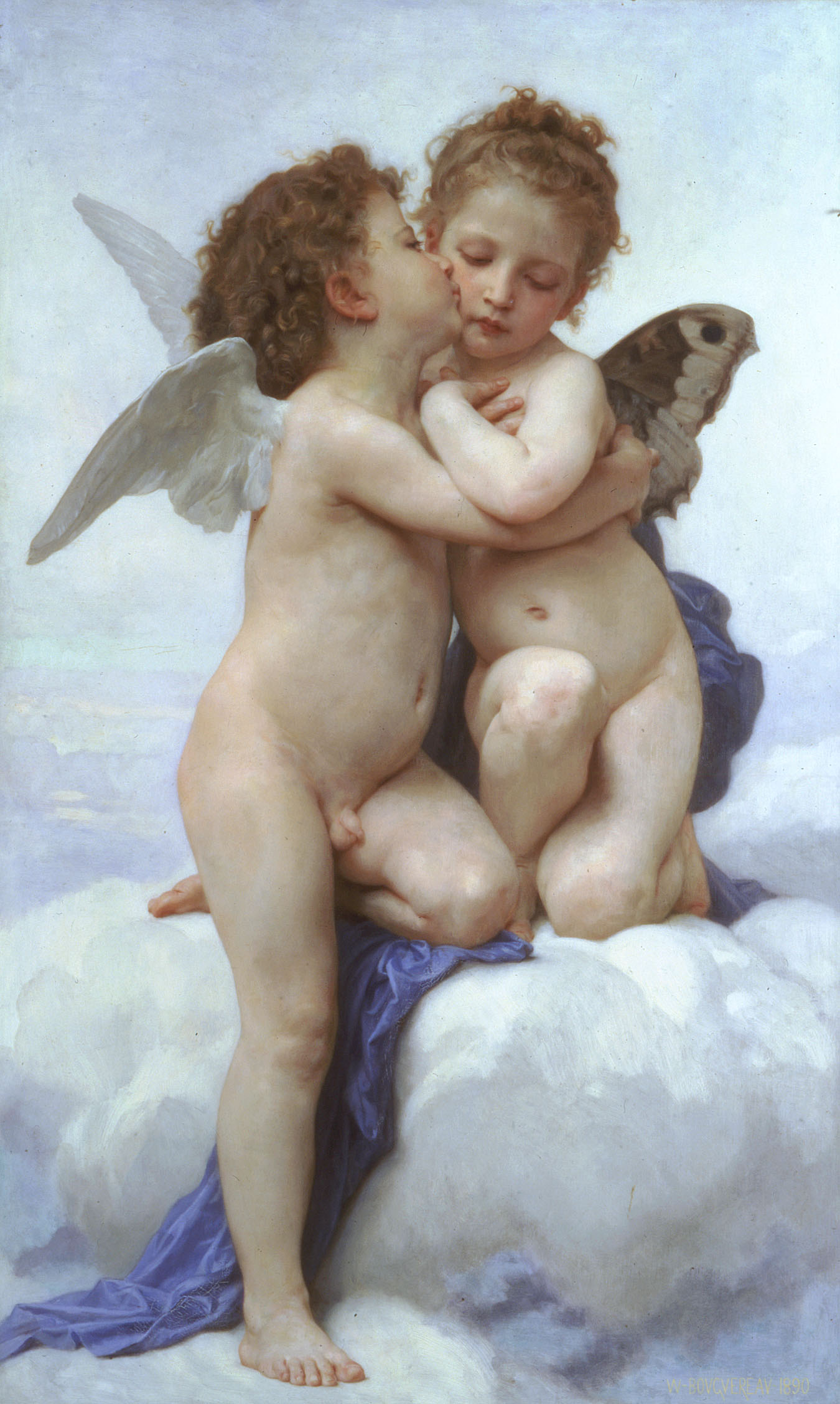
L’Amour et Psyche, enfants von William Adolphe Bouguereau

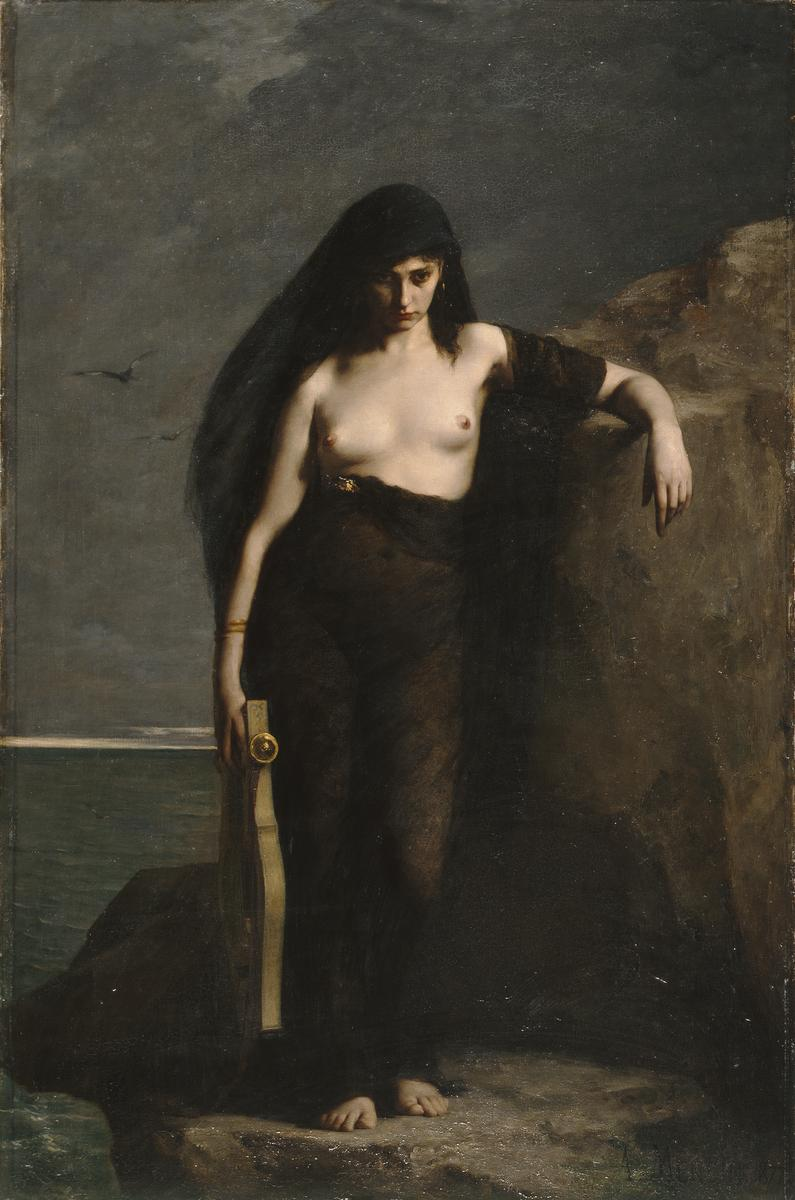
Charles-August Mengin: Sappho, 1877. Manchester Art Gallery

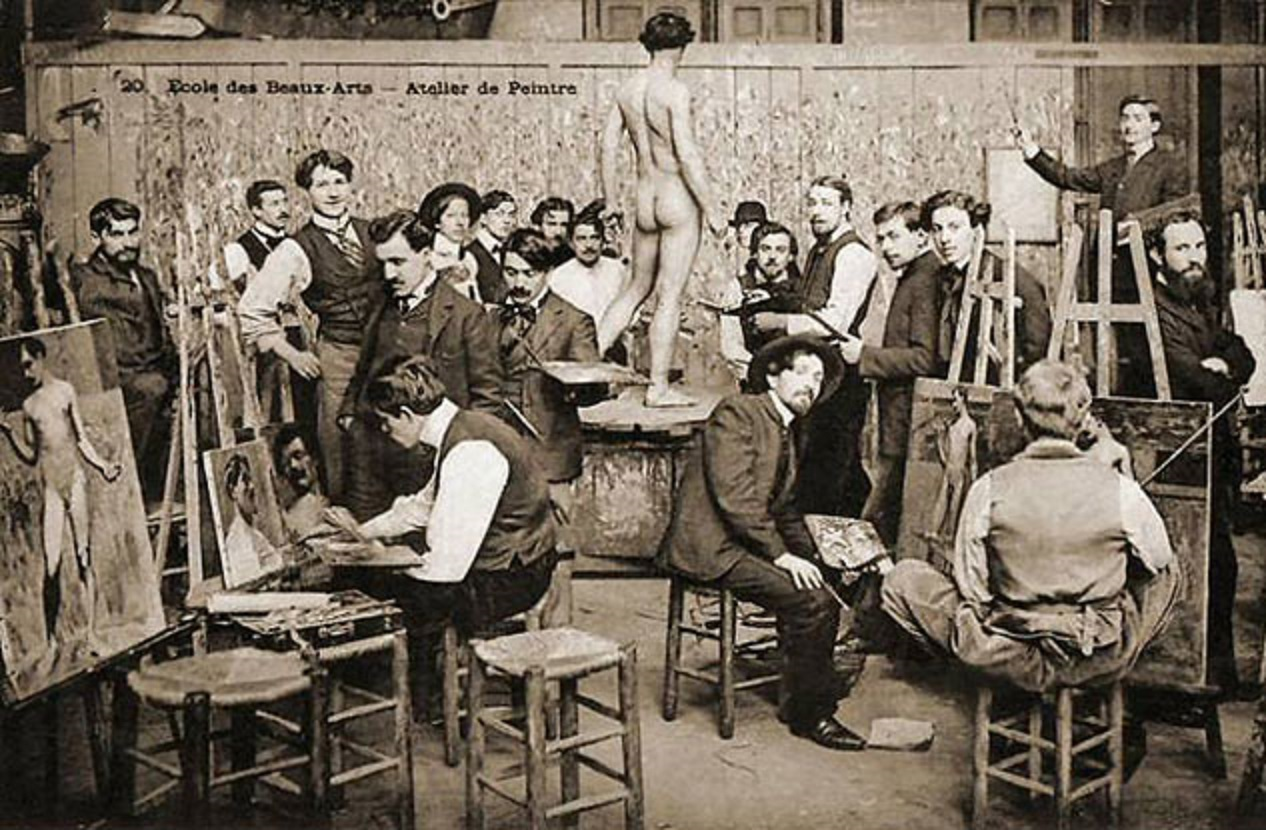
Kunststudenten beim Aktmalen an der École des Beaux-Arts, spätes 19. Jahrhundert

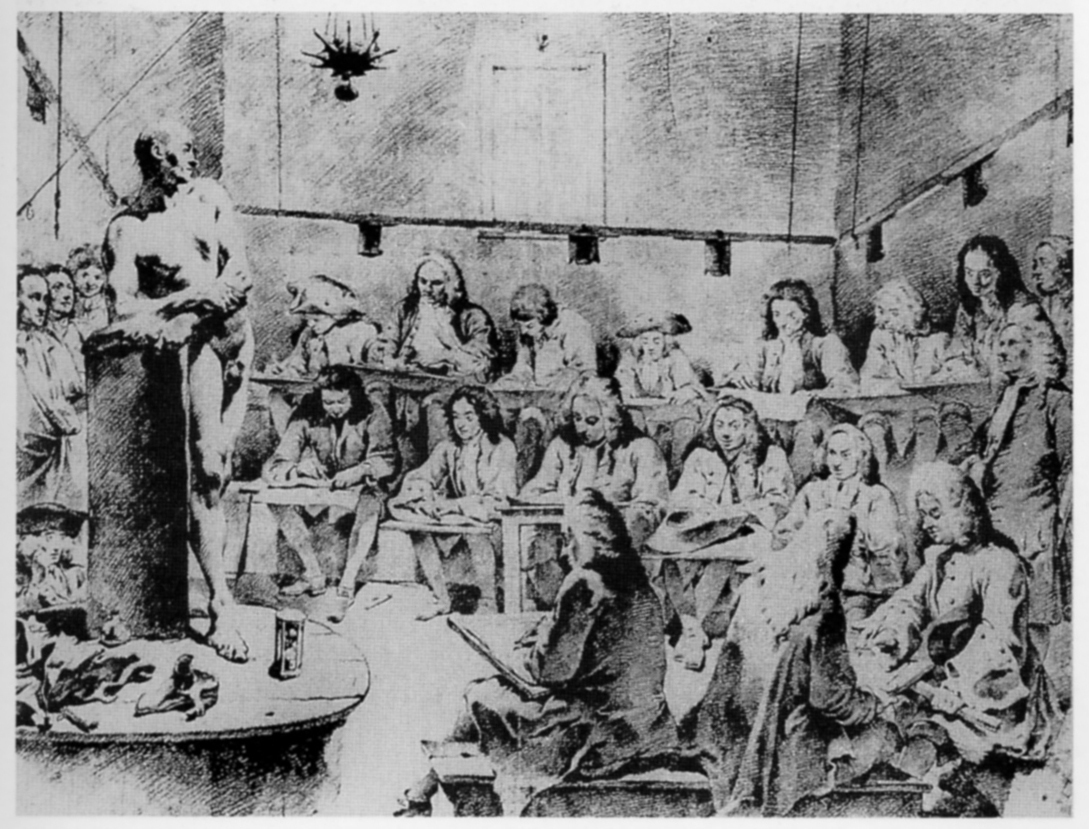
Aktstudium in einer Akademie um 1720, Giovanni Battista Tiepolo

Die Akademische Kunst (auch Akademischer Realismus oder Akademismus, seltener Akademizismus oder auch Salonmalerei genannt) war ein europäischer Kunststil vom 17. bis zum 19. Jahrhundert. Er legte seinen Schwerpunkt auf die strenge Einhaltung der formalen technischen und ästhetischen Regeln der Kunstakademien.
Zur Akademischen Kunst gerechnet werden Gemälde und Skulpturen, die unter dem Einfluss der europäischen Akademien entstanden sind, an denen viele Künstler dieser Zeit ihre formale Ausbildung erhielten. Die Akademische Kunst legte sich auf einen überwiegend literarisch, mythologisch und historisch motivierten Kanon zulässiger bzw. erwünschter Themen fest. Ihre Künstler zeigten selten Interesse an der Darstellung des Alltäglichen oder Profanen. Somit ist die Akademische Kunst überwiegend nicht realistisch, sondern idealistisch.
Stilistisch pflegte die Akademische Kunst das seit Aristoteles bestehende Ideal der perfekten und zugleich selektiven Wirklichkeitsnachahmung (Mimesis). Mit perfekter Beherrschung von Farbe, Licht und Schatten wurden Formen quasi-fotorealistisch herausgearbeitet. Bei manchen Gemälden zeigt sich ein „poliertes Finish“, bei dem man am fertigen Werk keinen Pinselstrich mehr erkennen kann. Dieses Kunstideal wurde Mitte des 19. Jahrhunderts durch die Erfindung der Fotografie in den Grundfesten erschüttert.
Besonders prägend für den Stil war die französische École des Beaux-Arts, die unter dem Einfluss des Neoklassizismus und der Romantik stand. Die Akademische Kunst späterer Zeit synthetisierte diese beiden Stilrichtungen, was man sehr gut an den Gemälden von William Adolphe Bouguereau, Thomas Couture und Hans Makart erkennen kann.
Mit dem Aufkommen späterer Kunststile, insbesondere des Impressionismus, wurde die Akademische Kunst als „Eklektizismus“ verachtet und abgetan. Von Anfang bis Ende des 20. Jahrhunderts galt sie den meisten Kunstexperten als nicht beachtenswert, fand deshalb kaum Erwähnung und verschwand in den Depots der Museen; gelegentlich nannte man sie abschätzig „art pompier“. Zusätzlich diskreditiert wurde die akademische Malweise dadurch, dass sie von der nationalsozialistischen Kunstpolitik zum absoluten Maßstab erhoben wurde. Nur wenige zumeist ältere Künstler blieben ihr bis in die 1960er Jahre treu.
Erst in den 1990er Jahren wurde die akademische Kunst des Fin de Siècle nach und nach „wiederentdeckt“ und erlangt seither wieder zunehmend Wertschätzung. Während die Malerei, indem sie ihre eigenen Voraussetzungen reflektierte und in Frage stellte, eigene Wege ging, setzte vor allem der historische Film, insbesondere der Sandalenfilm, die Lust des Akademismus an der Rekonstruktion des Vergangenen fort.

## Wichtige Vertreter
- Frankreich
  - Louis-Ernest Barrias, Bildhauer
  - Paul Baudry, Maler
  - Léon Bonnat, Maler
  - William Adolphe Bouguereau, Maler
  - Jules Breton, Maler
  - Alexandre Cabanel, Maler
  - Albert-Ernest Carrier-Belleuse, Bildhauer
  - Charles Joshua Chaplin, Maler
  - Thomas Couture, Maler
  - Alexandre-Gabriel Decamps, Maler
  - Paul Delaroche, Maler
  - Émilie Desjeux, Malerin und Porträtistin
  - Alexandre Falguière, Bildhauer
  - Jean-Léon Gérôme, Maler und Bildhauer
  - Jean Jacques Henner, Maler
  - Marius Jean Antonin Mercié, Bildhauer
  - Aimé Morot, Maler
  - Isidore Pils, Maler
  - Georges-Antoine Rochegrosse, Maler
  - Jean Victor Schnetz, Maler

- Belgien
  - Hendrik Leys, Maler
  - Alfred Stevens, Maler

- Deutschland
  - Anselm Feuerbach, Maler
  - Wilhelm von Kaulbach, Maler
  - Franz von Lenbach, Maler
  - Karl von Piloty, Maler

- England
  - Sir Lawrence Alma-Tadema, Maler
  - Sir Alfred Gilbert, Bildhauer
  - John William Godward, Maler
  - Frederic Leighton, Maler und Bildhauer
  - Albert Joseph Moore, Maler
  - George Frederic Watts, Maler

- Griechenland
  - Georgios Jakobides, Maler

- Niederlande
  - Ary Scheffer, Radierer und Bildhauer

- Österreich
  - Hans Canon, Maler
  - Hans Makart, Maler
  - Viktor Tilgner, Bildhauer

- Böhmen
  - Václav Brožík, Maler
  - Josef Malinský, Bildhauer und Schnitzer

- Polen
  - Henryk Siemiradzki, Maler

- Russland
  - Karl Brjullow, Maler
  - Alexander Iwanow, Maler
  - Konstantin Makowski, Maler

- Schweiz
  - Charles Gleyre, Maler

- Spanien
  - Marià Fortuny, Maler

- Italien
  - Francesco Hayez, Maler